# 胡佳 (飛込選手)
胡佳(Hu Jia、1983年1月10日 - )は、中華人民共和国湖北省武漢市出身の飛込競技選手。2004年アテネオリンピックの飛込み種目の10m高飛込みの金メダリストである。
また、彼は、2000年シドニーオリンピックの10m高飛込みと10mシンクロナイズド高飛込みにも出場しており、両種目とも銀メダルを獲得している。

## 経歴
- 2000年シドニーオリンピック　10m高飛込み　銀メダル
- 2000年シドニーオリンピック　10mシンクロナイズド高飛込み　銀メダル
- 2004年アテネオリンピック　10m高飛込み　金メダル
- 世界選手権
  - 2001年　10mシンクロナイズド高飛込み　金メダル
  - 2003年　10mシンクロナイズド高飛込み　銅メダル
  - 2005年　10m高飛込み　金メダル
  - 2005年　10mシンクロナイズド高飛込み　銀メダル